# 문무역
문무역(文武驛)은 조선민주주의인민공화국 황해북도 서흥군에 있는 평부선의 철도역이다.

## 연혁
- 1939년 12월 1일: 문무리역(文武里驛)으로 영업 개시[1]
- 일자 불명: 문무역으로 개명